# Пјани Брака (Бергамо)
Пјани Брака је насеље у Италији у округу Бергамо, региону Ломбардија.
Према процени из 2011. у насељу је живело 3 становника. Насеље се налази на надморској висини од 1129 м.